# Ammocharis longifolia
Ammocharis longifolia är en amaryllisväxtart som först beskrevs av Carl von Linné, och fick sitt nu gällande namn av Herb.. Ammocharis longifolia ingår i släktet Ammocharis och familjen amaryllisväxter. Inga underarter finns listade i Catalogue of Life.

## Bildgalleri

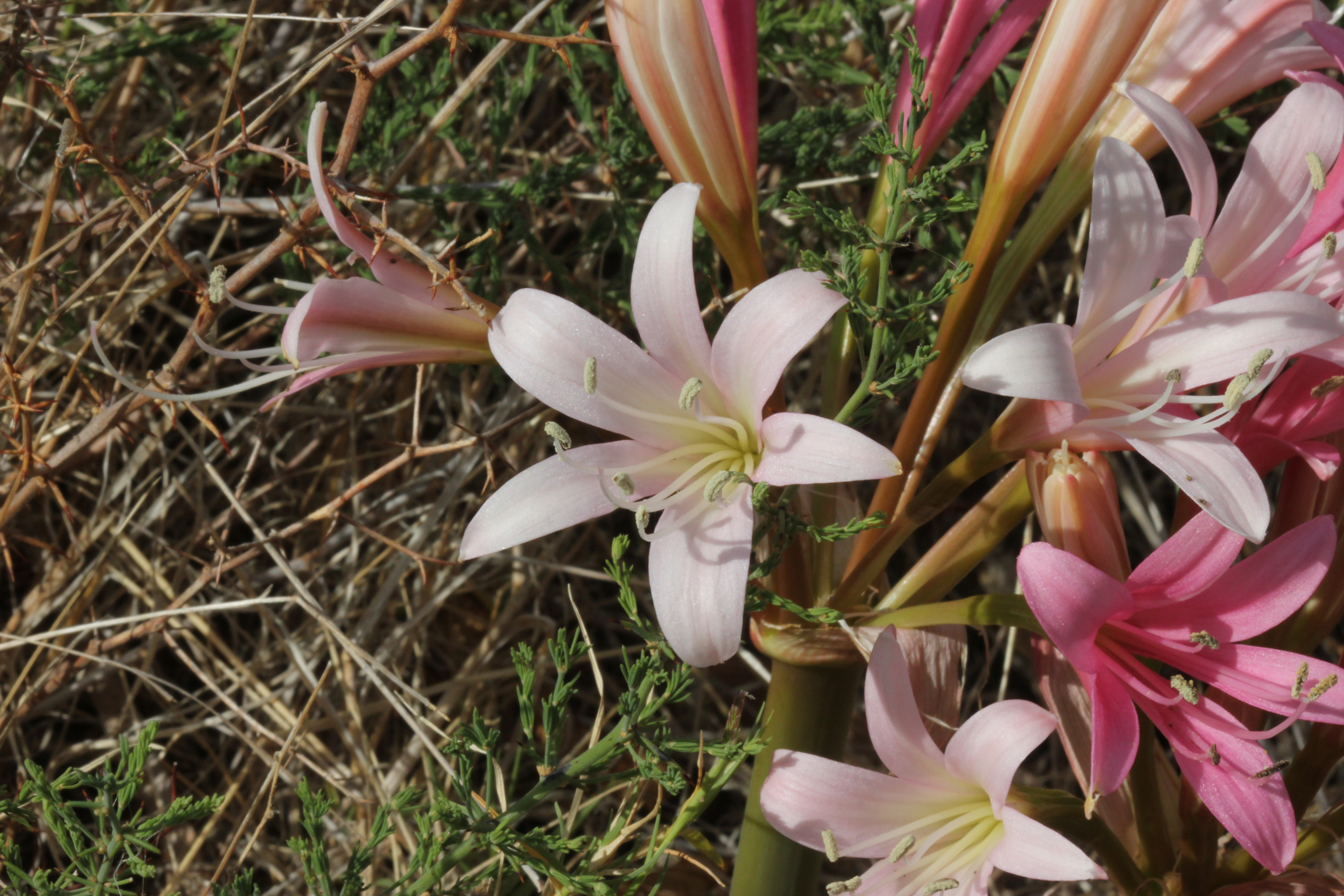
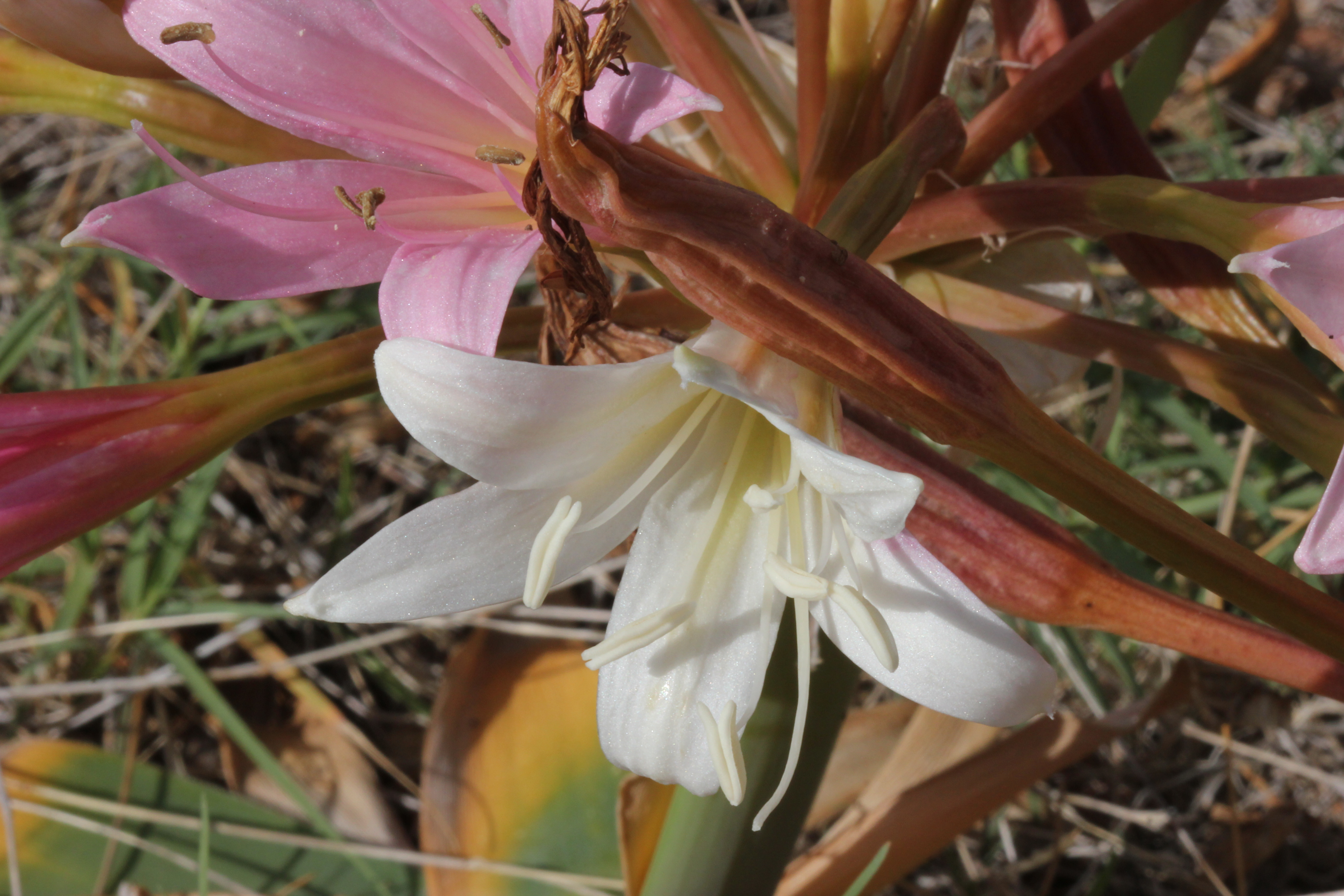
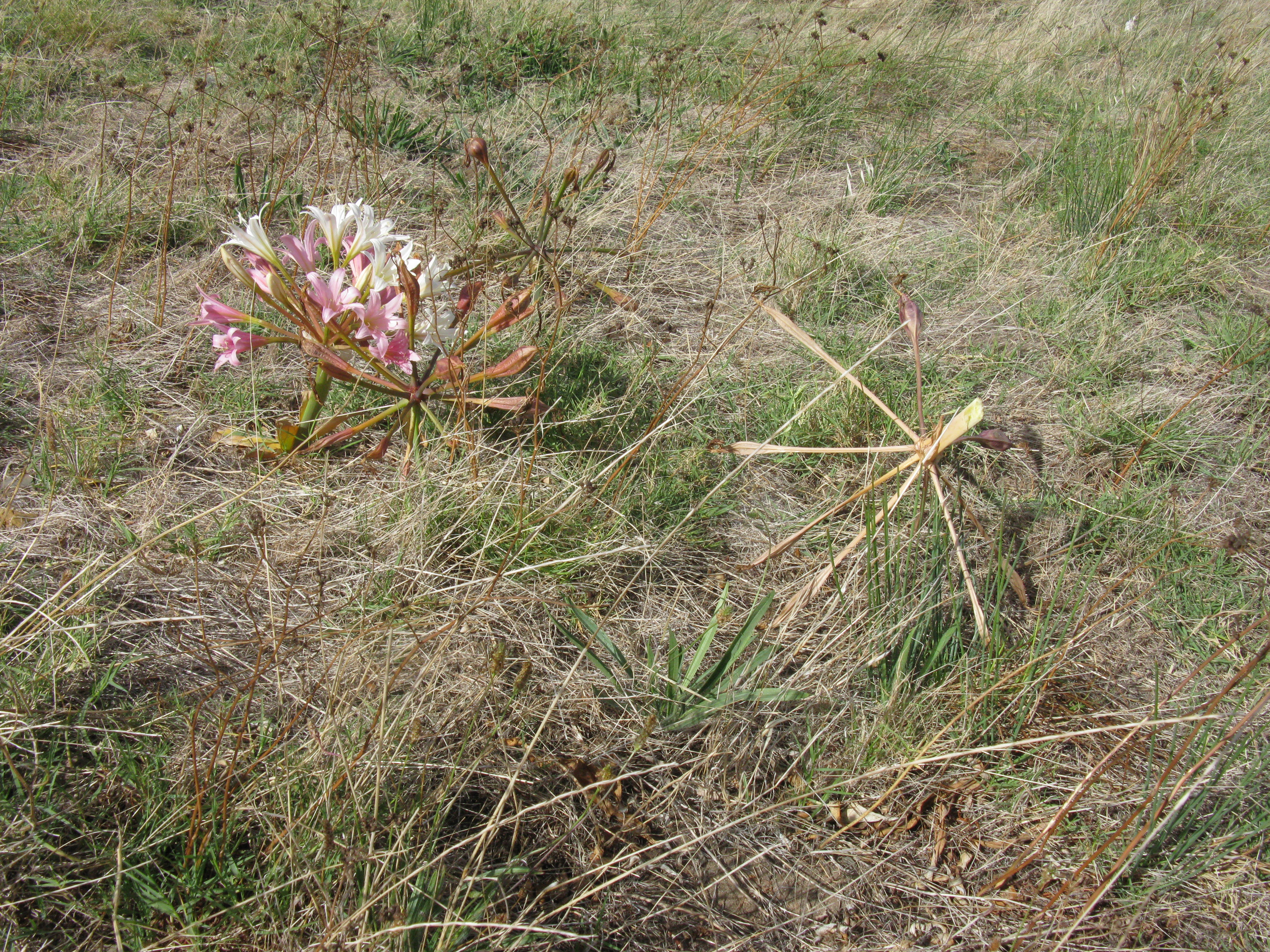